# Hysterosalpingografie

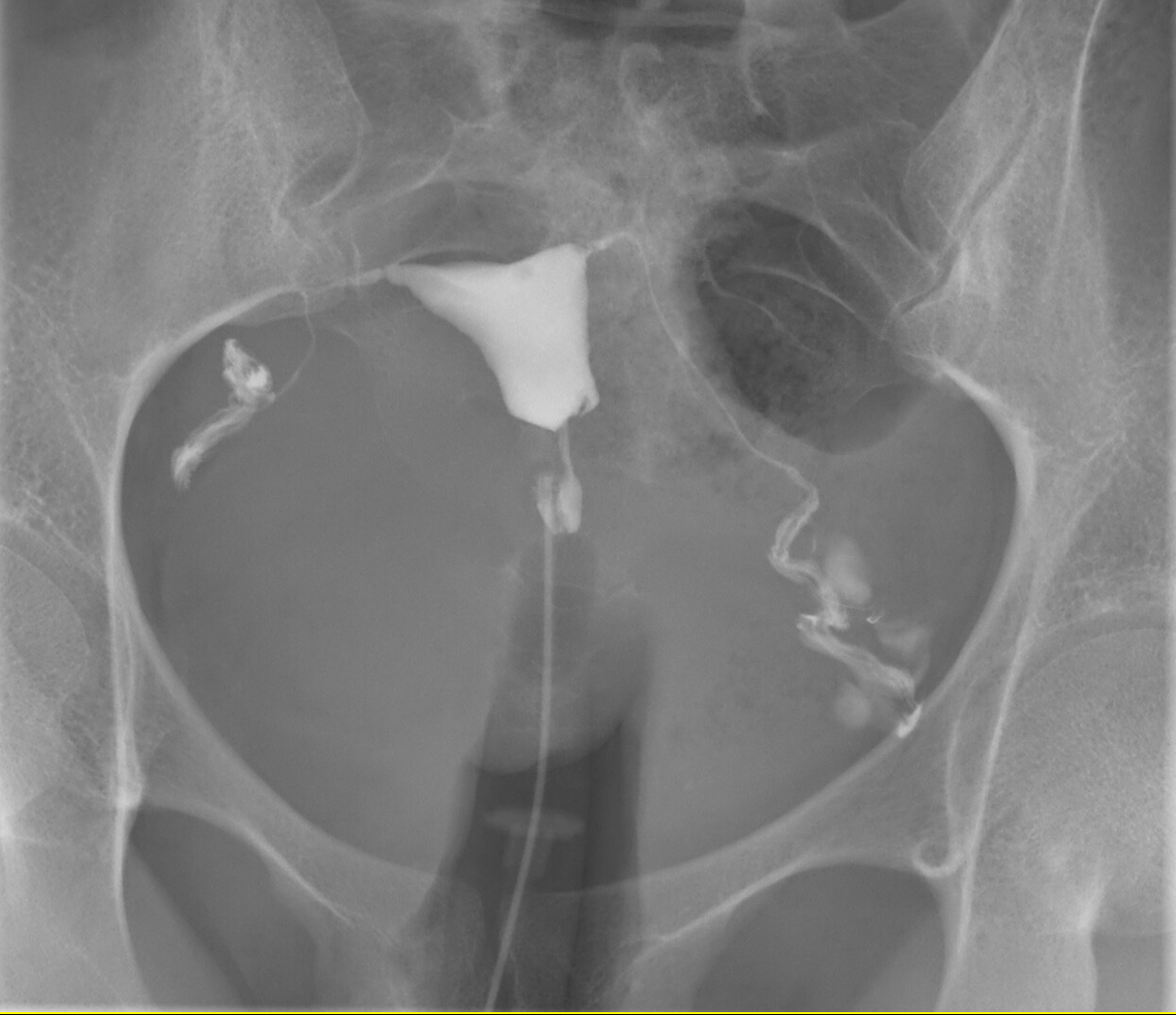
„Normální hysterosalpingogram" – tenký katetr v dolní části snímku je zaveden pochvou a přes kanál děložního krčku do dutiny dělohy. Kontrastní látka se na snímku zobrazuje černou barvou (malý trojúhelník ve středu je dutina dělohy, vinuté útvary po stranách jsou kontrastní látkou naplněné vejcovody)

Hysterosalpingografie (HSG) je radiologická diagnostická metoda pro vyšetření ženských vnitřních pohlavních orgánů – dělohy a vejcovodů. Kontrastní látka se při HSG pod tlakem vpraví do dělohy, odkud pak odchází přes vejcovody do břišní dutiny, což umožňuje nasnímkování dutin orgánů. Provádí se 5. až 10. den po menstruaci, večer a ráno klyzma, pacientka se vymočí a je lačná. Přes pochvu se do děložního čípku zavede kanyla a tou se napouští se kontrastní látka (zpravidla plyn), která se dostane do dělohy a vejcovodů a žena se osnímkuje (sleduje se průchod a rysy orgánů).
Hlavní indikací HSG je zjištění průchodnosti vejcovodů u žen, které mají problémy s plodností. V některých případech může i tento zákrok sám o sobě vést k zprůchodnění vejcovodů. Původně se metoda využívala k diagnostice vrozených vad dělohy, jako je třeba její rozdělení, ale v této indikaci ji už prakticky úplně nahradilo vyšetření magnetickou rezonancí. Vzhledem k poměrně vysoké radiační zátěži se hledají cesty, jak vyšetřit průchodnost vejcovodů i jinými způsoby, například speciální kontrastní látkou viditelnou při sonografickém vyšetření, případně při diagnostické laparoskopii.
Kontraindikace: těhotenství, krvácení, záněty.